# 황성 YMCA 야구단
황성 YMCA 야구단은 한국 역사 최초의 야구단이다. 1904년에 설립되어 1913년에 주축 선수들의 유학과 105인 사건으로 인해 일본의 탄압을 받아 해체되었다. 이후 2011년에 서울 YMCA 지부에서 재창단되어 사회인 야구단으로 존재하고 있다.

## 주요 선수단
- 투수 : 유용탁
- 포수 : 허성
- 내야수 : 김일, 현홍운, 이규정
- 외야수 : 김전, 김춘식
- 변봉현, 김영제, 김연호, 김영환, 이정옥, 남승익, 송충근, 박영근, 김완혁, 현동진, 김유, 장용승